# Glen Cove
Glen Cove is een plaats (city) in de Amerikaanse staat New York, en valt bestuurlijk gezien onder Nassau County.

## Demografie
Bij de volkstelling in 2000 werd het aantal inwoners vastgesteld op 26.622.
In 2006 is het aantal inwoners door het United States Census Bureau geschat op 26.438, een daling van 184 (-0.7%). In 2010 was het aantal weer gestegen tot 26.964.

## Geboren in Glen Cove
- Rick van Santvoord (1935-2001), componist, muziekpedagoog, dirigent, pianist, tubaïst en organist
- Thomas Pynchon (1937), schrijver
- Paul Drayton (1939), atleet
- Lee Ranaldo (1956), gitarist, componist en zanger (Sonic Youth)
- Augusta Read Thomas (1964), componiste en muziekpedagoog
- MaliVai Washington (1969), tennisser
- Ashanti Douglas (1980), zangeres en actrice

## Geografie
Volgens het United States Census Bureau beslaat de plaats een oppervlakte van
49,8 km², waarvan 17,2 km² land en 32,6 km² water.

## Plaatsen in de nabije omgeving
De onderstaande figuur toont nabijgelegen plaatsen in een straal van 4 km rond Glen Cove.